# Insomniac’s Dream
Insomniac’s Dream — дебютный EP ню-метал-группы Adema. Издан 5 ноября 2002 года после дебютного одноимённого альбома. Только первые три песни диска не являются ремиксами. Трек «Nutshell» — кавер песни Alice in Chains, который был благосклонно встречен фанатами последних. Сингл «Immortal» был саундтреком игры Mortal Kombat: Deadly Alliance. На эту песню был снят клип.

## Список композиций
| №  | Название                                         | Автор(ы)                                             | Длительность |
| -- | ------------------------------------------------ | ---------------------------------------------------- | ------------ |
| 1. | «Immortal»                                       | Adema                                                | 4:09         |
| 2. | «Shattered» (Self-Titled B-Side)                 | Adema                                                | 3:09         |
| 3. | «Nutshell» (Alice In Chains Cover)               | Layne Staley, Jerry Cantrell, Mike Inez, Sean Kinney | 4:28         |
| 4. | «Freaking Out» (Chris Vrenna Remix)              | Adema, Bill Appleberry                               | 3:52         |
| 5. | «The Way You Like It» (Sam "Sever" Citrin Remix) | Adema                                                | 3:55         |
| 6. | «Do What You Want to Do» (Live)                  | Adema                                                | 3:24         |
| 7. | «Giving In» (Radio Mix)                          | Adema                                                | 3:55         |

## Участники записи
- Марк Чавес — вокал
- Тим Флаки — гитара
- Майк Рэнсом — гитара
- Дэйв ДеРу — бас-гитара
- Крис Колс — ударные

## Музыкальный стиль
Самой запоминающейся песней с Insomniac’s Dream считается сингл «Immortal», на котором отмечено улучшение вокальных навыков Марка Чавеса. Также не остался без внимания кавер на Alice in Chains, который, по мнению критиков, получился неплохим. В целом EP был охарактеризован как релиз с одним настоящим хитом и может быть оценён только самими преданными фанатами.

## Чарты
| Чарт (2003)                                   | Высшая позиция |
| --------------------------------------------- | -------------- |
| Великобритания (UK Rock & Metal Albums Chart) | 32             |